# 林龙翼龙属
林龙翼龙（学名：Linlongopterus）是无齿翼龙超科翼手龙亚目翼龙的一个属，来自早白垩世的中国。其所知于罗德里格斯等人于2015年首次描述的部分颅骨及下颌骨。唯一已知标本发现于中国辽宁省的九佛堂组，化石时期约为1.2亿年前。该分类单元的完整二项式为珍妮林龙翼龙（Linlongopterus jennyae），属名取自中文“林龙”（意即“森林之龙”）及希腊语pteros（意即“翅膀”），种名取自古生物研究支持者埃尔弗里德·克尔纳（Elfriede Kellner）的昵称珍妮（Jenny）。然而古希腊语“翅膀”的正确拼写实际上是pteron／πτερόν。
林龙翼龙被加入一项系统发育分析以确认其演化关系。其中将该分类单元归入准噶尔翼龙超科（sensu Kellner），后者包括神龙翼龙超科、准噶尔翼龙科和无齿翼龙超科，但因林龙翼龙已知遗骸过少，上述结论多已被推翻。根据牙齿的存在及解剖特征，林龙翼龙被排除在神龙翼龙超科和准噶尔翼龙科之外，其中前者没有牙齿，后者牙齿非常特殊，故将林龙翼龙归入无齿翼龙超科。在无齿翼龙超科中，无齿翼龙科没有牙齿，帆翼龙科则生有三角形牙齿，与林龙翼龙的细长牙齿不同。该分类单元颌上无嵴，据此将其排除在衍生的古魔翼龙科之外，而仅剩下可能性最大的原始古魔翼龙类位置。